# The London Beats
The London Beats, używający również nazwy The Original London Beat – brytyjski zespół rock and rollowy, występujący w latach 1963–1967. Był pierwszym zachodnim zespołem rockowym koncertującym w kraju bloku wschodniego.

## Historia
Zespół powstał oraz nagrał pierwsze swe nagrania w roku 1963, pod koniec roku dał kilka koncertów. Przez prawie cały rok 1964 występował w Niemczech. W 1965 roku, w ramach wymiany kulturalnej zespół koncertował w Polsce pod zmienioną z uwagi na kontrakt nazwą The Original London Beat. Zespół zakontraktowała ogólnopolska agencja impresaryjna Pagart, prawdopodobnie po rekomendacji, którą dostała od nieznanej osoby na Międzynarodowych Targach Poznańskich, nie przesłuchując go uprzednio. Ze względu na warunki kontraktu zespół musiał posiadać w składzie wokalistkę. W tym celu zatrudniono piosenkarkę występującą w klubach Birmingham Lindę Fortune (prawdziwe nazwisko Linda Crabtree), śpiewającą również na nagranej przez zespół płycie, która ukazała się wyłącznie w Polsce. Płytę nagrały Polskie Nagrania „Muza” w jednym z wrocławskich kościołów. Zespół został zaproszony ponownie do Polski, ich drugi pobyt rozpoczął się w czerwcu, a trzeci 25 października 1965.
Grupa była pierwszym zachodnim zespołem muzycznym dającym koncerty za żelazną kurtyną.

## Skład
Grupa występowała w składzie: Jimmy Smith (perkusja), John Carroll (organy Hammonda), Linda Fortune (śpiew), Mick Tucker (śpiew, gitara), Mira Kubasińska (śpiew), Piter Carney (gitara basowa), Sterry Moore (śpiew).

## Dyskografia
Zespół nagrał następujące płyty:

### LP
LP 1965 The London Beats, wyd. Pronit, XL 0278. Płyta składała się wyłącznie z coverów.
Strona A
- Around and Around (Chuck Berry)
- Come Back Silly Girl (Sam Cooke)
- Game of Love (Steve Lawrence with Don Costa Orchestra)
- Green Onions (Booker T. and the M.G.’s)
- Hey Baby (Bruce Channel)
- It’s Alright (The Impressions)
- Kansas City (Little Willie Littlefield)

Strona B
- Maybe Baby (The Crickets)
- Peanut Butter (The Olympics)
- Save the Last Dance for Me (The Drifters)
- She Said Yeah (Larry Williams)
- Stick with Me Baby (The Everly Brothers)
- Walk On By (Dionne Warwick)
- Why Do You Treat Me Like You Do? (Donovan)

### EP
- EP 1965 The Original London Beat, wyd. Polskie Nagrania Muza
- EP 1965 I’ll Go Crazy, w nagraniach „Walking In The Sand” i „If You Gotta Go, Go Now” partię wokalną śpiewała Mira Kubasińska, wyd. Pronit
- EP 1966 Don’t Let Me Be Misunderstood, wyd. Polskie Nagrania Muza